# Oreille de Gaïa (archéologie)
L'Oreille de Gaïa est un ouvrage agricole situé à Tourrettes-sur-Loup (dans les Alpes-Maritimes). Il s'agit d'une construction en pierre en forme d'oreille. 

## Présentation
Certains auteurs adeptes d'ésotérisme, de paranormal et de pseudo-science, l'ont interprétée comme un monument d'origine druidique dont la fonction aurait été religieuse, vouée à un prétendu culte de la Terre ou de la Déesse Mère. 
Des fouilles archéologiques récentes effectuées par l'INRAP n'ont livré aucun élément de datation permettant de remonter avant l'époque moderne.
Comme l'ont montré des études publiées en 1997 et 1998, il s'agit d'une ancienne aire de battage des céréales, intégrée dans un ensemble de constructions à usage agricole en pierre sèche,.